# محمدآباد علیا (درمیان)
محمدابادعلیا روستایی در دهستان درمیان بخش مرکزی شهرستان درمیان استان خراسان جنوبی ایران است. بر پایه سرشماری عمومی نفوس و مسکن در سال ۱۳۹۰ جمعیت این روستا ۱۴۶ نفر (در ۴۲ خانوار) بوده است.